# Carmen Calvo (artista)
Carmen Calvo Sáenz de Tejada (Valencia, 1950) es una artista contemporánea española, destacada por su aportación al arte contemporáneo internacional, realizando su obra con una pluralidad de recursos formales, técnicos y temáticos. En el año 2013 se le otorga el Premio Nacional de Artes Plásticas del Ministerio de Educación, Cultura y Deporte y  fue nombrada en 2014 académica de la Real Academia de Bellas Artes de San Carlos de Valencia.

## Biografía
Realiza estudios de publicidad e ingresa en la Escuela de Artes y Oficios de Valencia entre 1965 y 1970 y en la de Bellas Artes de la misma ciudad, entre 1969 y 1972. Entre 1983 y 1985 reside en la Casa Velázquez de Madrid y desde 1985 a 1992 traslada su residencia a París a partir de una beca del Ministerio de Asuntos Exteriores. Desde 1992 vive y trabaja en Valencia.
Su interés por la arqueología y el haber trabajado de joven en una fábrica de cerámica se refleja en su obra, que incluye fragmento de cerámica y barro. Además de su dedicación a la pintura, en un territorio que podemos calificar de "híbrido" y muy singular en la escena artística internacional, destaca por su trabajo en la realización de intervenciones, en algunos casos con carácter permanente, en edificios públicos.
Admiradora y seguidora de artista como Giotto, Piero della Francesca, De Pisis, Carrá, Arp, Miró y Kounelis, entre otros, incorpora muy tempranamente el barro cocido en sus composiciones plásticas de forma que este elemento se convertiría en un icono de su trabajo. Sin embargo, a partir de finales de la década de los noventa, empieza a introducir la imagen fotográfica en sus composiciones y crea escenografías a base de instalaciones, que sintetizan según ha señalado Francisco Brines, su "mirada da salvadora" sobre la realidad contemporánea.
En los años 80 disfrutó de varias becas y ganó premios importantes: Primer Premio de Pintura Lasalle y Premio Alfons Roig de la Diputación de Valencia. En 1980 también participó en la exposición "New images from Spain" en el Museo Guggenheim de Nueva York y en otras ciudades de Estados Unidos. Además participó dentro de la primera edición de la Feria de arte contemporáneo de Madrid, ARCO, en 1982 con la Galería Fernando Vijande.
Carmen Calvo vivió un año en la Casa de Velázquez de Madrid. Era una artista joven, de apenas treinta años, cuyo talento había sido refrendado al ser una de los nueve artista escogidos para exponer una nueva imagen de España en el Museo Guggenheim de Nueva York. Su presencia en galerías madrileñas fundamentales de ese tiempo en aquel convulso Madrid de la Transición.Después se transladó a París. 
Desde mediados de los 80 su obra se orienta hacia la intervención en fotografías que agranda y manipula. En el año 1990 el IVAM (Instituto Valenciano de Arte Moderno) le dedicó una importante retrospectiva.  Cinco años después, realiza la Lápida-Mural fruto de un concurso convocado por la Consellería de Obras Públicas de la Comunidad Valenciana, obra realizada para la estación de la línea 3 del metro de Alboraya-El Palmaret, proyecto de Carlos Meri y Lourdes García Sogo. En 1997 representó a España con una galería de espejos en la Bienal de Arte de Venecia, junto con el poeta catalán Joan Brossa.
En el 2003 el Museo Reina Sofía le dedicó una exposición monográfica en el Palacio de Velázquez. En el año 2017 tuvo lugar en la Sala Alcalá 31 de Madrid una exposición individual que llevó por título ‘Carmen Calvo. Todo procede de la sinrazón (1969-2016)".Un año después participó en la Sección Oficial del Festival PHOTO ESPAÑA 2018 con la exposición ”Quietud y vértigo".
La Sala Kubo Kutxa del Kursaal de San Sebastián exhibió una muestra retrospectiva, curada por Alfonso de la Torre, que bajo el título Matar al sueño (1969-2019), examinaba medio siglo de la trayectoria de la artista.
Ha desarrollado su obra entre Madrid, París y Valencia. 

## Premios
Premios obtenidos:
- Premio Alfons Roig de la Diputación de Valencia 1989
- Medalla de la Facultad de Bellas Artes de San Carlos de Valencia 2009
- Premio de la Asociación Española de Críticos de Arte (AECA) al autor de la mejor obra o conjunto presentado por un artista español vivo, 31.ª edición de Arco Madrid en el Stand de la galería Joan Prat, Barcelona 2012[13]
- Premio Nacional de Artes Plásticas de España 2013
- Premios ACCA de la Crítica de Arte, 30.ª edición Cataluña 2013[14]
- Premio Valencianos para el Siglo XXI, Diario Las provincia, 2015[15]
- Premio Julio González 2022 [16]
- Premio Carmen Alborch 2019[17]